# Långskär och Ljungklobba
Långskär och Ljungklobba är en ö i Åland (Finland). Den ligger i Skärgårdshavet och i kommunen Sottunga i landskapet Åland, i den sydvästra delen av landet. Ön ligger omkring 44 kilometer öster om Mariehamn och omkring 230 kilometer väster om Helsingfors.
Öns area är 31,5 hektar och dess största längd är 1,1 kilometer i öst-västlig riktning. Ön höjer sig omkring 15 meter över havsytan.